# Дураков, Алексей Викторович
Алексей Викторович Дураков (род. 14 марта 1976, СССР) — российский футболист, полузащитник.
Бо́льшую часть игровой карьеры провёл во втором дивизионе, где преимущественно выступал за команды из Московской области. В 2001 году на два года уезжал в Латвию, где в составе «Вентспилса» становился серебряным призёром чемпионата.
В 2010—2011 годах был играющим тренером в любительском клубе «Ока» (Белоомут). В 2012 году входил в тренерский штаб команды второго дивизиона «Знамя Труда» Орехово-Зуево. Имеет тренерскую лицензию категории «В».

## Достижения
- Серебряный призёр Чемпионата Латвии: 2001, 2002.

## Семья
Сын Даниил Зорин (род. 2004) — футболист московского «Спартака».